# Sistemul mesagerilor de ordin II
Mesagerii de ordin II sunt molecule de semnalizare intracelulară eliberați de celulă ca răspuns la expunerea ei la molecule de semnalizare extracelulară - mesagerii de ordin I. Mesagerii de ordin II pot declanșa modificări fiziologice la nivel celular, cum ar fi: proliferarea, diferențierea, migrația, supraviețuirea, apoptoza sau depolarizarea.
Fac parte dintre factorii declanșatori ai cascadelor de transducție a semnalului intracelular.
Exemple de mesageri de ordin II includ: AMPc-ul, GMPc-ul, inozitolul trifosfat, diacilglicerolul și calciul. Mesagerii de ordin I sunt factori extracelulari, adesea hormoni sau neurotransmițători, cum ar fi epinefrina, hormonul de creștere și serotonina. Deoarece hormonii peptidici și neurotransmițătorii sunt în mod obișnuit molecule hidrofile, aceștia, de obicei, nu traverseză bistratul fosfolipidic pentru a iniția modificări direct în interiorul celulei, spre deosebire de hormonii steroizi. Această limitare funcțională necesită ca celula să aibă mecanisme de transducție a semnalului de la mesagerul de ordinul I, la mesagerul de ordinul II, astfel încât semnalul extracelular să poată fi propagat intracelular. O caracteristică importantă a sistemului mesagerilor de ordin II este că mesagerii aferenți pot fi cuplați în aval la multiple kinaze pentru amplificarea puterii semnalelor primite de la mesagerii de ordin I.  De exemplu, semnalele RasGTP se transmit protein kinazei activate mitogenic (MAPK) pentru amplificarea activării alosterice a factorilor de transcripție proliferativi, precum Myc și CREB.
Earl Wilbur Sutherland Jr. a descoperit mesagerii de ordin II, câștigând astfel Premiul Nobel pentru fiziologie sau medicină în 1971. Sutherland a realizat că epinefrina stimulează hepatocitele să transforme glicogenul în glucoză, deși epinefrina singură nu poate realiza o astfel de transformare. El a descoperit că epinefrina declanșează un al doilea mesager (i.e. mesager de ordin II), AMP-ul ciclic, pentru ca procesul descompunerii glicogenului să se desfășoare. Mecanismele au fost elaborate în detaliu de Martin Rodbell și Alfred G. Gilman, care au câștigat pentru aceasta Premiul Nobel în 1994. 

## Tipuri de mesageri de ordin II
Există trei generale de mesageri de ordin II:
- Molecule hidrofobe: molecule insolubile în apă, precum diacilglicerolul și fosfatidilinozitolii, care sunt atașațe membranar, și difuzează în spațiul intermembranar, unde interacționează cu proteinele efectoare asociate membranei, reglându-le activitatea.
- Molecule hidrofile: molecule solubile în apă, precum: AMPc, GMPc, IP3 și Ca2+, care se găsesc în citosol.
- Gaze: oxid nitric (NO), monoxid de carbon (CO) și hidrogen sulfurat (H2S) care pot difuza atât prin citosol, cât și intermembranar.

Acești mesageri au unele proprietăți comune:
- Pot fi sintetizați/eliberați și descompuși din nou, prin reacții specifice, de către enzime sau canale ionice.
- Unii (cum ar fi Ca2+) pot fi stocați în anumite organite și eliberați rapid la nevoie.
- Sinteza/eliberarea și distrugerea lor pot fi localizate

## Mecanisme comune ale sistemelor mesagerilor de ordin II

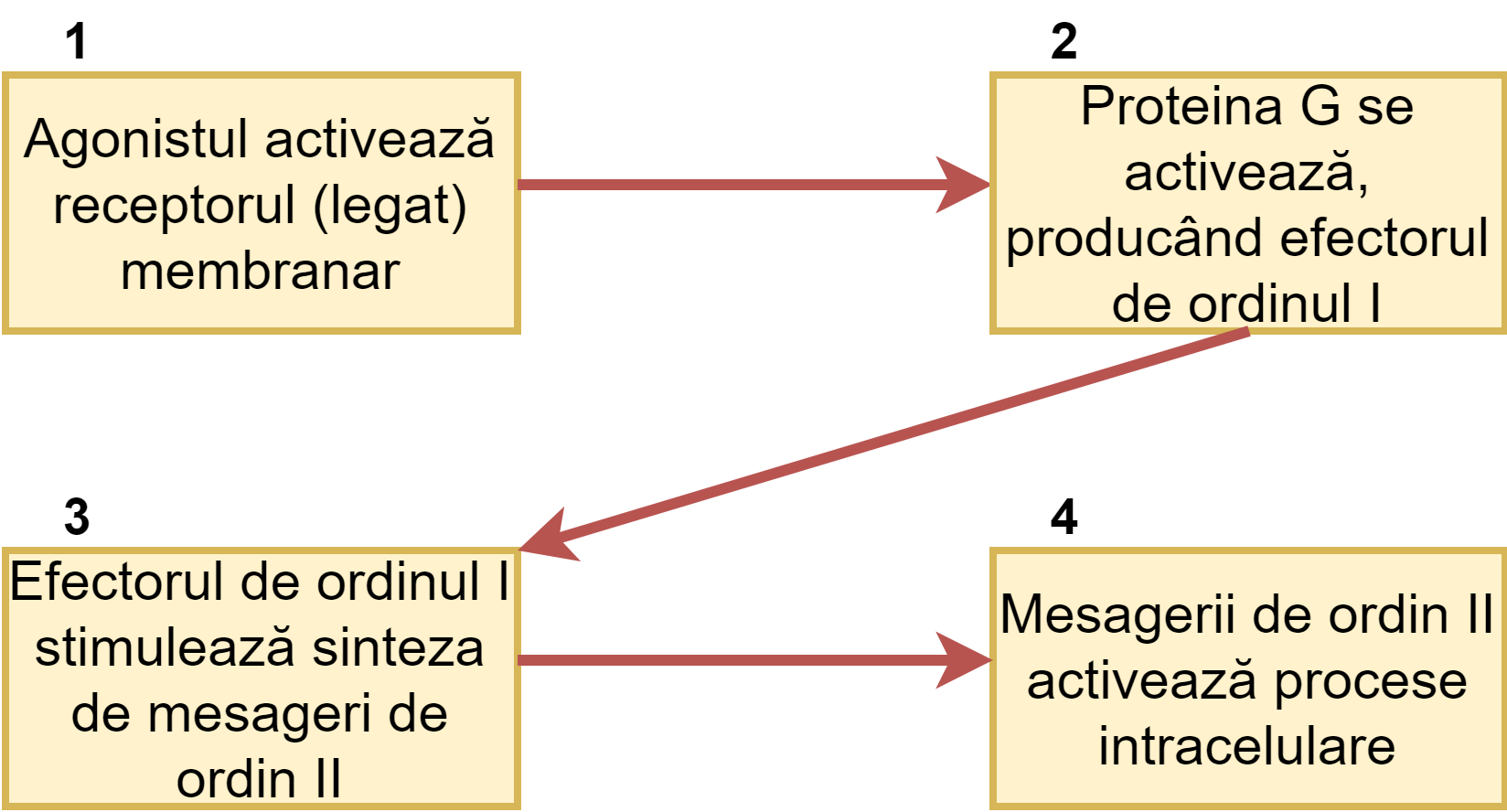
Schemă generală de funcționare pentru un mesager de ordin II

Există mai multe sisteme de mesagerie secundară (sistemul AMPc, sistemul fosfoinozitol și sistemul acidului arahidonic), dar toate sunt similare în mecanismul general, deși substanțele implicate și efectele generale variază.
În majoritatea cazurilor, un ligand se leagă de o proteină transmembranară receptoare, determinând o schimbare conformațională a acesteia. Această schimbare conformațională poate duce la producerea de mesageri activi de ordin II.
În cazul receptorilor cuplați cu proteina G, modificarea conformației receptorului expune un situs de legare pentru proteina G. Proteina G (numită după moleculele GDP și GTP care se leagă de aceasta) este atașată de membrana internă a celulei, și constă din trei subunități: alfa, beta și gamma. Proteina G acționează ca un transductor.
Când proteina G se leagă de receptor, devine capabilă să schimbe o moleculă GDP (guanozină difosfat), legată de subunitatea sa alfa, cu o moleculă GTP (guanozină trifosfat). Odată ce acest schimb are loc, proteina G devine activă, iar subunitatea sa alfa se desprinde de subunitățile beta și gamma, deplasându-se de-a lungul membranei interne (i.e. stratul intern al bistratului fosfolipidic, reprezentând membrana celulară), contactând o altă proteină legată de membrană, numită „efector primar”.
Efectorul primar întreprinde apoi o acțiune, care creează un semnal (de exemplu, o moleculă) difuzabil în interiorul celulei. Acest semnal este numit mesager de ordin II (sau mesager secundar). Mesagerul secundar poate activa apoi un „efector secundar”, ale cărui efecte depind de propriul sistem de mesagerie.
Ionii de calciu sunt un tip de mesageri de ordin II, fiind responsabili pentru multe funcții fiziologice importante, inclusiv contracția musculară, fertilizarea și eliberarea de neurotransmițător. Ionii sunt în mod normal legați sau depozitați în organele (cum ar fi reticulul endoplasmatic), putând fi eliberați în timpul transducției semnalului. Enzima fosfolipază C produce diacilglicerol și inozitol trisfosfat, care cresc permeabilitatea membranei pentru ionii de Ca2+. Proteina G activă deschide canale de calciu, lăsând ionii de calciu să intre în membrana plasmatică. Celălalt produs al fosfolipazei C, diacilglicerolul, activează proteinkinaza C, care ajută la activarea AMPc (un alt mesager de ordin II).

## Exemple
|                                                     | Sistemul AMPc                                             | Sistemul Fosfoinozitol                | Sistemul ac. Arahidonic                         | Sistemul GMPc        | Sistemul Tirozin-kinazei  |
| --------------------------------------------------- | --------------------------------------------------------- | ------------------------------------- | ----------------------------------------------- | -------------------- | ------------------------- |
| Mesageri de ordin I: Neurotransmițători (receptori) | Epinefrină (α2, β1, β2) Acetilcolină (M2)                 | Epinefrină (α1) Acetilcolină (M1, M3) | Histamină (receptor specific)                   | -                    | -                         |
| Mesageri de ordin I: Hormoni                        | ACTH, ANP, CRH, CT, FSH, Glucagon, hCG, LH, MSH, PTH, TSH | AGT, GnRH, GHRH, Oxitocină, TRH       | -                                               | ANP, Monoxid de azot | INS, IGF, PDGF            |
| Transductor de semnal                               | GPCR/Gs (β1, β2), Gi (α2, M2)                             | GPCR/Gq                               | O proteină G necunoscută                        | -                    | RTK                       |
| Efector primar                                      | Adenilat-ciclaza                                          | Fosfolipaza C                         | Fosfolipaza A                                   | Guanilat-ciclaza     | RasGEF (Grb2-Sos)         |
| Mesager de ordin II                                 | AMPc                                                      | IP3, DAG, Ca2+                        | Acid arahidonic                                 | GMPc                 | Ras.GTP (Proteina G mică) |
| Efector secundar                                    | Protein-kinaza A                                          | PKC, CaM                              | 5-lipoxigenază, 12-lipoxigenază, ciclooxigenază | Protein-kinaza G     | MAP3K (c-Raf)             |

## Mesageri de ordin II ai căii de semnalizare a fosfoinozitolului
IP3, DAG și Ca2+ sunt mesageri de ordin II ai căii fosfoinozitolului. Calea începe cu legarea unor mesageri extracelulari de ordin I, cum ar fi epinefrina, acetilcolina sau hormonii AGT, GnRH, GHRH, oxitocină și TRH, la receptorii lor specifici. Epinefrina se leagă de Receptorul cuplat cu proteine α1 GTPază (GPCR) și acetilcolina se leagă de receptorii muscarinici M1 și M2.

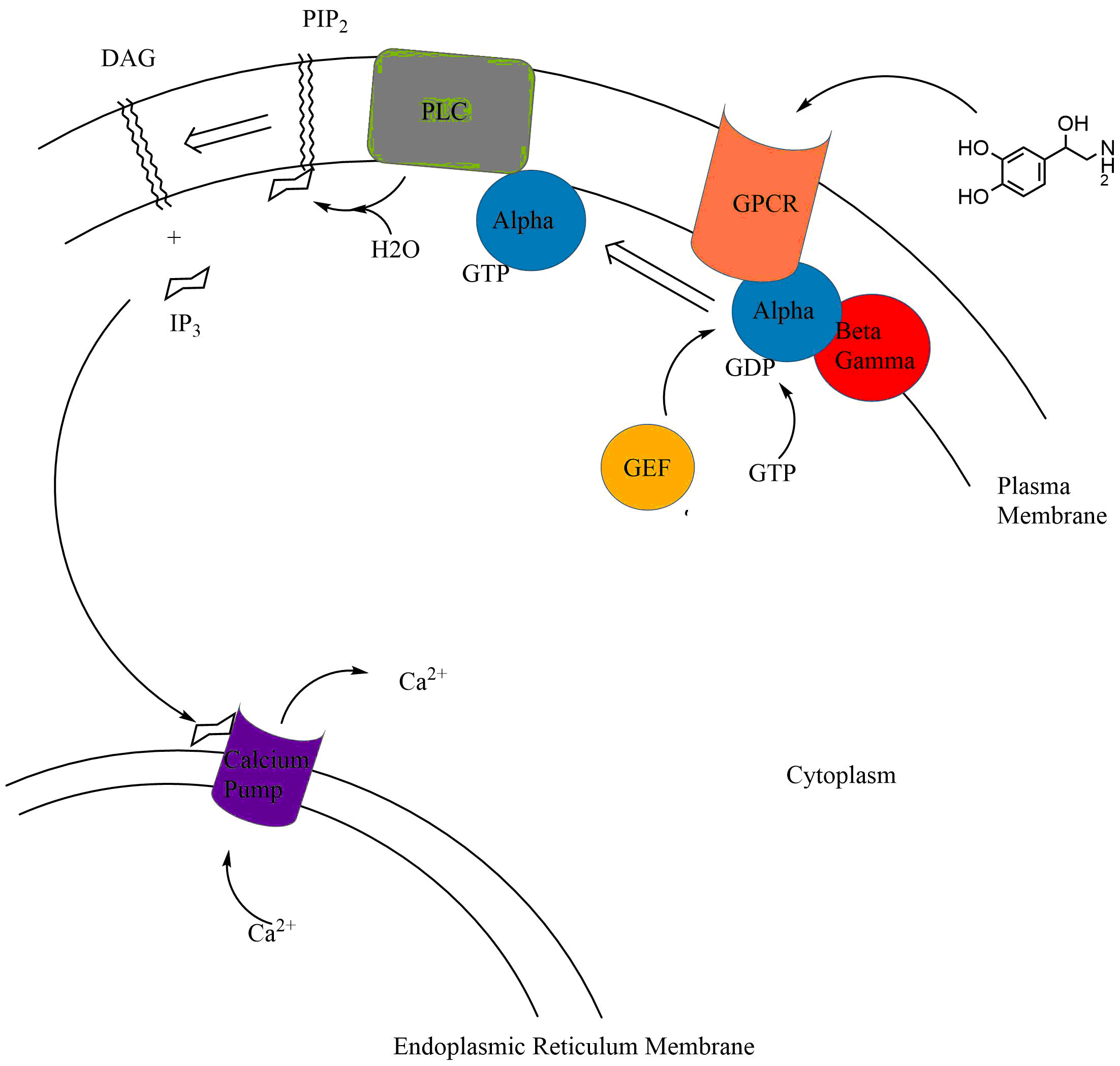
Calea de semnalizare a fosfoinozitolului

Legarea mesagerului de ordin I la unul dintre acești receptori are ca rezultat schimbarea conformațională a receptorului. Subunitatea α, cu ajutorul factorilor de schimb ai nucleotidelor de guanină (GEFS), eliberează GDP și leagă GTP, rezultând disocierea și activarea subunității. Subunitatea α activată activează fosfolipaza C, care hidrolizează PIP2 (fosfatidilinozitolul 4,5-bifosfat), rezultând formarea mesagerilor de ordin II: diacilglicerolul (DAG) și inozitolul-1,4,5-trifosfat (IP3). IP3 se leagă de pompele de calciu de pe reticulul endoplasmatic, aducând Ca2+ (un alt mesager de ordin II) în citoplasmă.  Ca2+ se leagă în cele din urmă de multe proteine, activând o cascadă de căi enzimatice.